# Cyriaque de Constantinople
Cyriaque (en grec Κυριακός) fut patriarche de Constantinople de fin 595 ou début 596 à sa mort le 29 octobre 606. Il est considéré comme un saint par l'Église orthodoxe et l'Église catholique.

## Carrière
Avant son accession au patriarcat, il était prêtre et administrateur (οίκονόμος) de la cathédrale Sainte-Sophie. Il eut un conflit avec le pape Grégoire Ier à propos du titre de « patriarche œcuménique » que son prédécesseur Jean IV le Jeûneur avait revendiqué et que lui-même maintint avec obstination. Le pape reçut sa lettre synodique, se contentant d'une vague mise en garde dans sa réponse, mais ensuite il écrivit dans deux lettres, au patriarche et à l'empereur Maurice, qu'il ordonnerait à ses légats de rompre la communion avec Cyriaque si celui-ci continuait à porter ce titre. Il compare même le patriarche à un précurseur de l'Antéchrist : « Quisquis se universalem sacerdotem vocat, vel vocari desiderat, in elatione sua Antichristum præcurrit, quia superbiendo se ceteris præponit » (VII, 30[réf. incomplète]). Il semble que Cyriaque, non seulement ait résisté à cette pression, mais ait réuni, ou ait eu l'intention de réunir, un synode pour confirmer son droit à porter ce titre : en 599, Grégoire Ier écrit au métropolite Eusèbe de Thessalonique en lui disant qu'il a appris que ce synode doit avoir lieu et en le pressant de ne céder ni à la force, ni à la persuasion, et de rester ferme dans le refus de ce titre (IX, 68[réf. incomplète]).
Cyriaque paraît avoir partagé l'impopularité de l'empereur Maurice, avec lequel il était lié : pendant les émeutes de novembre 602, qui entraînèrent la chute de ce dernier, la foule s'en prit aussi, au moins verbalement, au patriarche. Néanmoins il parvint à jouer son rôle pendant le changement de règne, réclamant au nouvel empereur, Phocas, une profession de foi orthodoxe et un engagement à laisser l'Église en paix. L'année suivante, l'ex-impératrice Constantine et ses trois filles furent impliquées dans un complot manqué pour renverser Phocas et cherchèrent asile à Sainte-Sophie ; on vit alors Cyriaque s'interposer, mais de toute façon Phocas se contenta de faire tonsurer et enfermer dans des monastères même les principaux acteurs de la conjuration, Germanos et Philippicos. Phocas, entretenant de très bonnes relations avec la papauté, reconnut sa primauté, et interdit le titre de « patriarche œcuménique », par un édit de 607, donc après la mort de Cyriaque.
Ce patriarche fit construire une église dédiée à la Mère de Dieu dans un quartier de Constantinople appelé Ta Diakonissês.